# Parafia Świętych Piotra i Pawła w Filadelfii
Parafia Świętych Piotra i Pawła – parafia prawosławna w Filadelfii. Jedna z czterech parafii tworzących dekanat Środkowego Atlantyku Archidiecezji Albańskiej Kościoła Prawosławnego w Ameryce.
Parafia powstała w 1915. Jest to etnicznie albańska placówka duszpasterska. Od 1943 w liturgii częściowo używany jest w niej język angielski. Przy parafii prowadzone są kursy historii Kościoła prawosławnego oraz szkoła niedzielna.